# میچوآکان
میچوآکان(به اسپانیایی: Michoacán) یکی از سی و یک ایالت مکزیک است که ۱۱۳ بخش دارد و مرکز آن مورلیا است. نام مرکز ایالت برگرفته از خوزه ماریا مورلوس یکی از مبارزان استقلال مکزیک است.
میچوآکان در باختر مکزیک واقع است و با ایالت‌های کولیما و خالیسکو از شمال باختری، گوآناخوآتو و کرتارو از شمال، ایالت مکزیک از خاور و گوئررو از جنوب خاوری مرز دارد. همچنین بخشی از جنوب خاوری این ایالت ساحلی است رو به اقیانوس آرام.